# Cip Barcellini
Cip Barcellini, pseudonimo di Giuseppe Barcellini (Borgomanero, 2 novembre 1937), è un attore e direttore del doppiaggio italiano.

## Biografia
Dopo le prime esperienze teatrali e pittoriche a livello amatoriale, a Romagnano Sesia e Bolzano Novarese dove ha vissuto l'infanzia, a diciotto anni si diploma e si trasferisce in Germania, a Monaco di Baviera, dove frequenta la Deutsche Maximilians Universitat e la Falkenberg Akademie.
Per necessità di sopravvivenza, fa diversi lavori e inizia a dipingere più seriamente, emulando alcuni amici pittori che, all'epoca 1956, frequentavano il quartiere di Schwabing, nella città bavarese.
Grazie ad alcuni attori conosciuti, tra gli altri Horst Buchholz, Myrian Bru e Romy Schneider, partecipa a quattro film, con piccoli ruoli, negli Studi di Geiselgasteig.

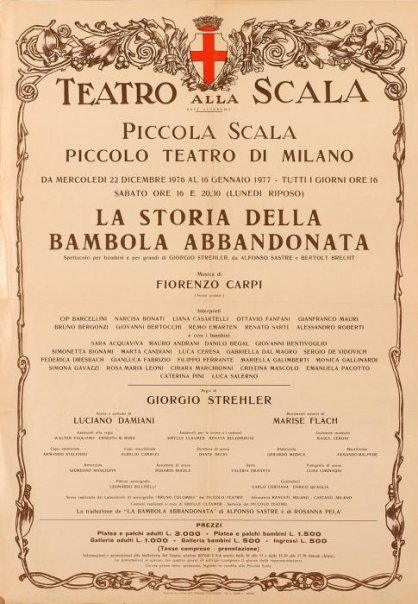
Strehler-Carpi, La storia della bambola abbandonata, Piccolo Teatro di Milano, 1976

Verso la fine del 1957 gli viene offerta la possibilità di aggregarsi, come cantante, all'orchestra italiana "I Vitelloni". Accetta e, pur continuando gli studi, dopo una tournée in Germania e Danimarca, parte con i nuovi compagni verso le Americhe, sulla nave greca da crociera "Arkadia", toccando porti e città del Canada, Stati Uniti, tutte le isole caraibiche e parte del nord del Sudamerica, fino al 1959. I croceristi apprezzano i suoi disegni e lui abbina le due attività.
Rientrato in Italia, si trasferisce a Milano, dove frequenterà l'Acting Studio e la scuola di mimo del Piccolo Teatro diretta da Marise Flach.
Debutta come attore professionista, in Italia, nel maggio del 1962, ne Il re dagli occhi di conchiglia con Gian Maria Volonté.
Seguono vent'anni di teatro, cinema e televisione. Nel 1965, fonda, con Aldo Danieli e in seguito con altri attori (tra cui Carlo Cataneo, Lina Volonghi, Giulia Lazzarini, Bruno Slaviero, Mimmo Craig) la prima cooperativa di doppiaggio milanese, la C.D.M. che, in seguito, diventerà A.D.C. Alterna così la sua attività d'attore a quella di doppiatore e direttore del doppiaggio presso la FONO ROMA di Milano.
Collabora con la cooperativa fino al 1980, anno in cui, con altri due soci, fonda la Merak Film di cui è stato direttore artistico e direttore di doppiaggio fino al 1992 ed in seguito la Deneb Film, Società di doppiaggio e Produzioni Cinetelevisive.
Nel 2006 abbandona l'attività dedicandosi ai viaggi nel mondo, producendo documentari turistici e naturalistici.
Continua inoltre, anche se in forma ridotta, a dipingere e scrivere.

## Pittura ed esposizioni
Dalle prime Collettive degli anni '70:
- Galleria Sant'Ambroeus - Milano
- Galleria Lombardia Arte - Milano
- Museo della Valletta - Malta
- Galleria Chanard - Parigi
- Galleria Eustachi - Milano
- Osterreichisches Verkehrburo - Vienna

Mostre personali e non alle gallerie Quadrum Galerie de Arte di Lisbona, Biennale di Strasburgo, VII Biennale Europea di Roma (1988), Art Merchants Mission di Washington e Las Vegas (1989), Galleria "Il Castello" in zona Brera (1992), Modern Gallery a New York (1999), Biennale di Siviglia (2005) e molte altre.

## Teatrografia parziale
- Il Re dagli occhi di Conchiglia, di Luigi Sarzana, regia di Ruggero Jacobbi (1962)
- Gli amanti timidi, di Carlo Goldoni, regia di Roberto Ciulli (1963)
- Caduta e ascesa della città di Mahaghony, di Bertold Brecht, regia di Giorgio Strehler (1964)
- Il Signor Biederman e gli Incendiari, regia di Flaminio Bollini (1965)
- La Colpa è sempre del Diavolo, di Dario Fo (1965 - 1966)
- I Persiani, di Eschilo, regia di Dimitrios Rondiris (1966)
- L'Antigone, di Sofocle, regia di Mario Ferrero (1966)
- La Pace di Aristofane, regia di Arnoldo Foà (1967)
- Molto Rumore Per Nulla, di William Shakespeare, regia di Claudio Fino (1967)
- La Danza del Sergente Musgrave, di John Arden, regia di Luciano Damiani (1968)
- I Giusti, di Marcel Camus, regia di Bepi Maffioli (1969)
- Il Buon Soldato Sc'Vejk, di Jaroslav Hasek, regia di Josè Valverde (1969)
- I nobili ragusei, di Marin Drzic, regia di Kosta Spaic (1969)
- Santa Giovanna dei Macelli, di Bertold Brecht, regia di Giorgio Strehler (1970)
- Nel Fondo, di Maksim Gor'kij, regia di Giorgio Strehler (1971)
- L'opera da tre soldi, di Bertold Brecht, regia di Giorgio Strehler (1973)
- Arlecchino servitore di due padroni, di Carlo Goldoni, regia di Giorgio Strehler (1973)[1]
- Il Giardino dei ciliegi, di Anton Čechov, regia di Giorgio Strehler (1975)
- La storia della bambola abbandonata, di Alfonso Sastre e Bertold Brecht, regia di Giorgio Strehler (1976)

Varie apparizioni in compagnie private e nei Teatri Stabili di Milano, Genova, Roma, Trieste.

## Filmografia
- Resurrezione (Auferstehung), regia di Rolf Hansen (1958)
- La vita agra, regia di Carlo Lizzani (1964)
- Una questione privata, regia di Giorgio Trentin (1966)
- Il Viaggio (1974)

### Serie TV
- John Thaw in L'ispettore Regan
- Michael Billington in UFO
- Ben Vereen in Premiata agenzia Whitney

### Cinema
- Anatol Rezmeritza in Wristcutters – Una storia d'amore

## Cabaret
- Cantante con l'orchestra I Vitelloni, in tour U.S.A. dal 1957 al 1959
- Spettacoli all'Intra's Derby Club di Milano dal 1962 al 1965
- Spettacoli al Los Amigos di Torino 1963

## Rivista televisiva
- Un due tre, con Ugo Tognazzi e Raimondo Vinello (1959)
- Canzonissima, con Dario Fo e Franca Rame (1962)
- L'amico del giaguaro, con Gino Bramieri, Marisa del Frate e Raffaele Pisu (1964)
- Stasera Mina, con Mina (1965)
- Music Land, con il Quartetto Cetra (1965)
- La fiera dei sogni, con Mike Bongiorno (1963 - 1966)
- Il signore di mezza età, con Marcello Marchesi e Lina Volonghi (1967)

## Televisione
- Lo scapolo, regia di Flaminio Bollini, trasmesso sul Secondo programma il 18 novembre 1964
- La freccia nera, regia di Anton Giulio Majano (1968)
- Puccini, regia di Sandro Bolchi (1973)
- La chiave (Giallo di sera), regia di Guglielmo Morandi (1975)
- Camilla, regia di Sandro Bolchi (1977)

## Produttore televisivo
- Love Me Licia (1986)
- Licia dolce Licia (1987)
- Teneramente Licia (1987)
- Balliamo e cantiamo con Licia (1988)
- Arriva Cristina (1988)

## Direzione del doppiaggio
- Cartoni animati: Tazmania
- Anime: Kiss Me Licia